# Хламов, Григорий Сергеевич
Григо́рий Серге́евич Хла́мов (6 (19 декабря) 1903 года, с. Кошелёво, Муромский уезд, Владимирская губерния, Российская империя (ныне Вачский район, Нижегородская область) — 29 ноября 1968, Москва, РСФСР) — советский государственный деятель. Министр автомобильной и тракторной промышленности СССР	(1950—1953), министр тракторного и сельскохозяйственного машиностроения СССР (1955—1957). Лауреат Сталинской премии второй степени.

## Биография
Родился в крестьянской семье.
В 1914—1918 гг. работал в крестьянском хозяйстве отца, в 1918—1923 гг. — возчик союза извозчиков при фабрике «Металлист» в поселке Вача. В 1923 г. окончил вечернюю школу взрослых в Муроме, в 1932 г. — Московского автотракторного институт.
Член ВКП(б) с 1926 г.
- 1923—1925 гг. — учитель сельской школы на родине в селе Кошелёво,
- 1925—1926 гг. — служба в РККА,
- 1926—1928 гг. — заведующий Муромским уездным отделом народного образования Владимирской губернии.

В 1931 году окончил Московский автотракторный институт по специальности инженер-механик.
- 1932—1940 гг. — на ГАЗ имени В. М. Молотва: мастер, старший технолог, начальник отдела, заместитель начальника ОТК, заместитель главного инженера, главный инженер управления расширения завода,
- 1940—1941 гг. — главный инженер — заместитель начальника Главспецмаша Наркомата среднего машиностроения СССР,
- 1941—1943 гг. — главный инженер — заместитель директора завода имени КИМ,
- 1943—1946 гг. — директор УралАЗа,
- 1946—1947 гг. — заместитель министра автомобильной промышленности СССР,
- 1947—1948 гг. — заместитель министра автомобильной и тракторной промышленности СССР,
- 1948—1950 гг. — директор ГАЗ имени В. М. Молотова,
- 1950—1953 гг. — министр автомобильной и тракторной промышленности СССР,
- 1953—1954 гг. — заместитель министра машиностроения СССР,
- 1954—1955 гг. — первый заместитель министра радиотехнической промышленности СССР,
- 1955—1957 гг. — министр тракторного и сельскохозяйственного машиностроения СССР,
- 1957—1960 гг. — начальник отдела автомобильного, тракторного и сельскохозяйственного машиностроения Государственного планового комитета Совета Министров СССР — министр СССР,
- 1960—1962 гг. — начальник Главного управления государственных материальных резервов при Совете Министров СССР—министр СССР.

С апреля 1962 г. — начальник Главного управления государственных материальных резервов при Совете Министров СССР.
Похоронен в Москве на Новодевичьем кладбище (участок № 6).

## Награды и звания
- два ордена Ленина
- два ордена Трудового Красного Знамени
- Сталинская премия второй степени (1950) — за создание конструкции и технологии, организацию производства и освоение массового выпуска легкового автомобиля «Победа»